# Francesco Grazioli
Francesco Grazioli, italijanski general, * 1869, † 1951.